# Łopatonos amerykański
Łopatonos amerykański (Scaphirhynchus platorynchus) – gatunek ryby jesiotrokształtnej z rodziny jesiotrowatych (Acipenseridae).

## Występowanie
Ameryka Północna, w dolnym biegu Missisipi, od Zatoki Hudsona po Arkansas.

## Opis
Podobny do jesiotrów, pysk łopatowato spłaszczony, trzon ogona silnie wydłużony. Osiąga długość 100 cm i masę 3 kg (maksymalnie 4,88 kg). Występuje w wodach słodkich.

## Odżywianie
Żywi się bezkręgowcami dennymi, zwłaszcza larwami owadów.